# Дайену

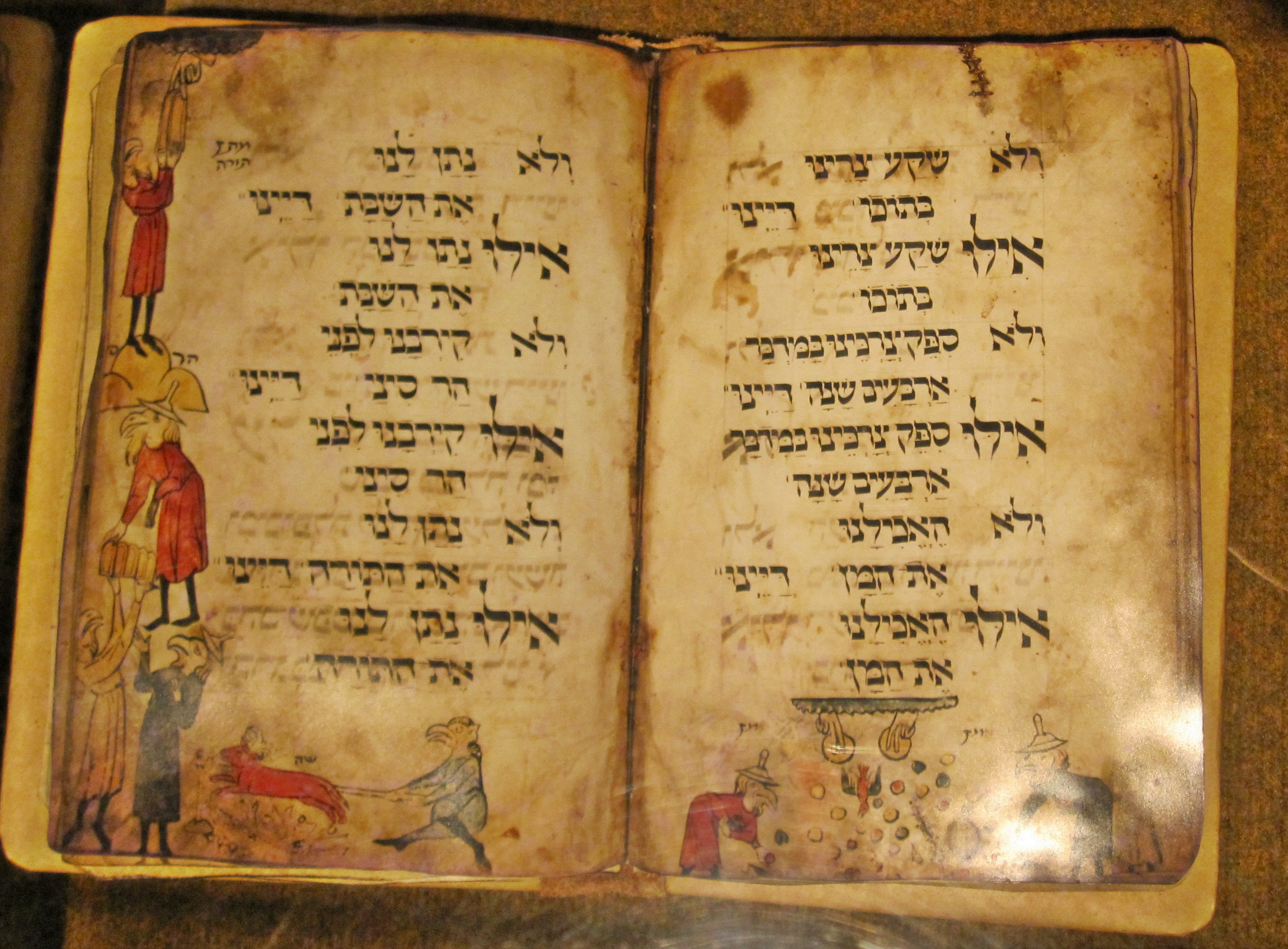
Страница с песней «Дайену» в Пасхальной Агаде

«Дайену» (от ивр. דַּיֵּנוּ‎) — народная еврейская песня, посвящённая празднику Песах, которой уже тысячи лет. Слово «дайену» приблизительно означает «нам и этого было бы достаточно». Это благодарственная песнь еврейского народа Богу за Исход из Eгипта, Тору и Шаббат. Бог дал то, чего было бы достаточно. Самый ранний текст песни происходит из средневековой Агады, являющейся частью сидура Амрама гаона, умершего в 875 году н. э. Песня представляется в Агаде после сказания об Исходе и перед объяснением о Песахе, маце и горьких травах пасхальной трапезы.

## Описание
В песне — 15 строф, символизирующих 15 даров Бога. Первые 5 — об освобождении из египетского рабства и наказания египтян, их первенцев и богов, а также о даянии здоровья и богатства евреям, следующие 5 — о чудесах, которые Бог сделал им (развержение моря, проведение мимо засухи, потоп угнетателей, 40-летнее обеспечение в пустыне, кормление манной), последние 5 — о пребывании с Богом, то есть о посвящении субботы, проведении на гору Синай, даровании Торы, пронесении на Землю Израиля и построении Храма для них. Каждая строфа заканчивается словом «дайену» («нам и этого было бы достаточно»).

## Текст
| (1 стих) Если бы Он вывел нас из Египта, но не совершил бы суда над египтянами, нам и этого было бы достаточно! (2 стих) Если бы Он совершил над ними суд, но не над их богами, нам и этого было бы достаточно! (3 стих) Если бы Он совершил суд над их богами, но не поразил бы их первенцев, нам и этого было бы достаточно! (4 стих) Если бы Он поразил их первенцев, но не отдал бы нам их имущество, нам и этого было бы достаточно! (5 стих) Если бы Он отдал нам их имущество, но не рассёк бы море перед нами, нам и этого было бы достаточно! | (6 стих) Если бы рассёк Он море перед нами, но не провёл бы нас посреди моря по суше, нам и этого было бы достаточно! (7 стих) Если бы Он провёл нас посреди моря по суше, но не потопил бы в нём врагов наших, нам и этого было бы достаточно! (8 стих) Если бы Он потопил в нём врагов наших, но не снабжал бы нас всем необходимым в пустыне сорок лет, нам и этого было бы достаточно! (9 стих) Если бы Он снабжал нас всем необходимым в пустыне сорок лет, но не кормил бы нас манною, нам и этого было бы достаточно! (10 стих) Если бы Он кормил нас манною, но не дал бы нам субботу, нам и этого было бы достаточно! | (11 стих) Если бы Он дал нам субботу, но не привёл бы нас к горе Синай, нам и этого было бы достаточно! (12 стих) Если бы Он привёл нас к горе Синай, но не дал бы нам Тору, нам и этого было бы достаточно! (13 стих) Если бы Он дал нам Тору, но не ввёл бы нас в Страну Израиля, нам и этого было бы достаточно! (14 стих) Если бы Он ввёл нас в Страну Израиля, но не воздвиг бы нам Храма, избранного Им, нам и этого было бы достаточно! |
Оригинальный текст (иврит)אִלּוּ הוֹצִיאָנוּ מִמִּצְרַיִם וְלֹא עָשָׂה בָהֶם שְׁפָטִים דַּיֵּינוּ‎
אִלּוּ עָשָׂה בָהֶם שְׁפָטִים וְלֹא עָשָׂה בֵאלֹהֵיהֶם דַּיֵּינוּ‎
אִלּוּ עָשָׂה בֵאלֹהֵיהֶם וְלֹא הָרַג אֶת בְּכוֹרֵיהֶם דַּיֵּינוּ‎
אִלּוּ הָרַג אֶת בְּכוֹרֵיהֶם וְלֹא נָתַן לָנוּ אֶת מָמוֹנָם דַּיֵּינוּ‎
אִלּוּ נָתַן לָנוּ אֶת מָמוֹנָם וְלֹא קָרַע לָנוּ אֶת הַיָּם דַּיֵּינוּ‎
אִלּוּ קָרַע לָנוּ אֶת הַיָּם וְלֹא הֶעֱבִירָנוּ בְתוֹכוֹ בֶּחָרָבָה דַּיֵּינוּ‎
אִלּוּ הֶעֱבִירָנוּ בְתוֹכוֹ בֶּחָרָבָה וְלֹא שִׁקַּע צָרֵנוּ בְּתוֹכוֹ דַּיֵּינוּ‎
אִלּוּ שִׁקַּע צָרֵנוּ בְּתוֹכוֹ וְלֹא סִפֵּק צָרְכֵּנוּ בַּמִּדְבָּר אַרְבָּעִים שָׁנָה דַּיֵּינוּ‎
אִלּוּ סִפֵּק צָרְכֵּנוּ בַּמִּדְבָּר אַרְבָּעִים שָׁנָה ולֹא הֶאֱכִילָנוּ אֶת הַמָּן דַּיֵּינוּ‎
אִלּוּ הֶאֱכִילָנוּ אֶת הַמָּן וְלֹא נָתַן לָנוּ אֶת הַשַׁבָּת דַּיֵּינוּ‎
אִלּוּ נָתַן לָנוּ אֶת הַשַׁבָּת וְלֹא קֵרְבָנוּ לִפְנֵי הַר סִינַי דַּיֵּינוּ‎
אִלּוּ קֵרְבָנוּ לִפְנֵי הַר סִינַי וְלֹא נָתַן לָנוּ אֶת הַתּוֹרָה דַּיֵּינוּ‎
אִלּוּ נָתַן לָנוּ אֶת הַתּוֹרָה וְלֹא הִכְנִיסָנוּ לְאֶרֶץ יִשְׂרָאֵל דַּיֵינוּ‎
אִלּוּ הִכְנִיסָנוּ לְאֶרֶץ יִשְׂרָאֵל וְלֹא בָנָה לָנוּ אֶת בֵּית הַבְּחִירָה דַּיֵּינוּ‎